# Программируемое реле
Программируемое (интеллектуальное) реле — разновидность программируемых логических контроллеров (ПЛК). Обычно программа создается на языке релейной логики (LD) или FBD при помощи компьютера или при помощи клавиш на лицевой панели ПЛК.
Предназначаются в качестве средств автоматизации локальных контуров, отдельных агрегатов и для бытового применения.
Обычно имеют ограниченное число аналоговых и дискретных каналов ввода-вывода. Коммуникационные возможности зачастую ограничены каким-либо одним интерфейсом для загрузки программы или связи с АСУ верхнего уровня. Для некоторых моделей есть возможность наращивать коммуникационные возможности с помощью модулей расширения. Основные типы интерфейсов: RS-485 и Industrial Ethernet. Программируемые реле отличаются от полноценных ПЛК малым числом каналов ввода-вывода, малым объемом памяти программ, невозможностью исполнения сложных математических операций, зачастую моноблочной конструкцией.
Различные исполнения программируемых реле отличаются:
- наличием и количеством каналов ввода-вывода;
- рабочим температурным диапазоном;
- степенью защиты оболочки;
- наличием и уровнем взрывозащиты;
- питанием;
- поддержкой промышленных сетей;
- средой и языками программирования.

## Сравнение программируемых реле (таблица)
| Тип программируемого реле        | Рабочая температура /Исполнение                                                                          | Промышленная сеть | Протоколы                           | Каналы Ввода/Вывода (DI/O и AI/O) | Программирование реле | Сертификаты РФ |
| -------------------------------- | --- | --- | ----------------------------------- | --- | --- | --- |
| PHOENIX CONTACT                  | -20 °C ... 50 °C                                                                                         | |                                     | | | |
| ONI PLR-S                        | -20...+55 °C                                                                                             | RS-485 | Modbus RTU                          | Интегрированных до 24 (14 DI, 6 из которых могут использоваться как аналоговые 0..10В и 2 канала скоростных счетчиков 60кГц + 10 DO до 10А) До 280 с модулями расширения (до 16 модулей в стойке) | Бесплатное ПО. Язык FBD | ТР ТС |
| БАЗИС-21                         | - +5 / +40 °C - взрывозащищенное ([Exia]IIC) - общепромышленное - IP40 (передняя панель) - IP20 (корпус) | - RS-485 - USB | - БАЗБАС (собственный) - Modbus RTU | Всего: - DI — до 188 - AI — до 64 - DO — до 135 - AO — до 16 Собственных: - DI — до 56 - AI — до 24 - DO — до 35 - AO — до 16 Дополнительных: - DI — до 132 - AI — до 40 - DO — до 100            | - с передней панели (полное) - программа конфигурирования устройств серии БАЗИС (bconf ver. 4.xx) — бесплатно Дополнительно: - программа чтения архивов (bar) — бесплатно - ОРС-сервер — бесплатно | - разрешение ФСЭТАН № РРС 00-31332 - сертификаты соответствия требованиям ГОСТ 12.2.007.0-75, ГОСТ Р 51522-99, ГОСТ Р 51330.0-99, ГОСТ Р 51330.10-99 - внесен в Госреестр средств измерений РФ № 23318—02 - сертификат об утверждении типа средств измерений RU.C.34.004.A № 28447 |
| БАЗИС-12                         | - +5 / +40 °C - взрывозащищенное ([Exia]IIC) - общепромышленное - IP40 (передняя панель) - IP20 (корпус) | - RS-485 | - БАЗБАС (собственный) - Modbus RTU | Всего: - DI/AI — до 36 - DO — до 18 - AO — до 2 Собственных: - DI — до 24 - DO — до 10 - AO — до 2 Дополнительных: - Di/Ai — до 12 - DO — до 10                                                   | - с передней панели (полное) - программа конфигурирования устройств серии БАЗИС (bconf ver. 4.xx) — бесплатно Дополнительно: - программа чтения архивов (bar) — бесплатно - ОРС-сервер — бесплатно | - разрешение ФСЭТАН № РРС 00-39281 - сертификаты соответствия требованиям ГОСТ 12.2.007.0-75, ГОСТ Р 51522-99, ГОСТ Р 51330.0-99, ГОСТ Р 51330.10-99 |
| БАЗИС-35                         | - +5 / +40 °C - взрывозащищенное ([Exia]IIC) - общепромышленное - IP40 (передняя панель) - IP20 (корпус) | - RS-485 | - БАЗБАС (собственный) - Modbus RTU | Всего: - DI/AI — до 72 - DO — до 45 Собственных: - DI — до 48 - DO — до 35 Дополнительных: - Di/Ai — до 24 - DO — от 10 до 40                                                                     | - с передней панели (полное) - программа конфигурирования устройств серии БАЗИС (bconf ver. 4.xx) — бесплатно Дополнительно: - программа чтения архивов (bar) — бесплатно - ОРС-сервер — бесплатно | - разрешение ФСЭТАН № РРС 00-39281 - сертификаты соответствия требованиям ГОСТ 12.2.007.0-75, ГОСТ Р 51522-99, ГОСТ Р 51330.0-99, ГОСТ Р 51330.10-99 |
| ОВЕН ПР110                       | −20 / +55 °C - IP20                                                                                      | - нет | - нет                               | - DI — 8 / DO — 4 (24В и 220В) - DI — 12 / DI — 8 (24В и 220В) | - OWEN Logic — бесплатно | - климатическое исполнение - группа В4 по ГОСТ 12997-84 - категории УХЛ4 по ГОСТ 15150-69 - механическим воздействиям - группа N2 по ГОСТ 12997-84 - радиопомехи - класс Б по ГОСТ Р 51318.22 (СИСПР 22–97) |
| ОВЕН ПР200                       | −20 / +55 °C - IP20 - 230 В или 24 В                                                                     | - RS-485 (максимум 2 шт.) | - Modbus RTU/ASCII (Master/Slave)   | - ПР200-x.1.x: DI - 8, DO - 6. - ПР200-x.2.x: DI - 8, AI - 4, DO - 8, AO (4-20мА) - 2. - ПР200-x.4.x: DI - 8, AI - 4, DO - 8, AO (0-10В) - 2. AI: 4-20 мА, 0-10 В, 0-4000 Ом.                     | - OWEN Logic — бесплатно - Кнопками на панели прибора (не полное) | - климатическое исполнение - группа В4 по ГОСТ Р 52931-2008 - категории УХЛ4 по ГОСТ 15150-69 - группа Р1 по ГОСТ Р 52931-2008 - механическим воздействиям - группа N1 по ГОСТ Р 52931-2008 - радиопомехи - класс А по ГОСТ Р 51318.22 (СИСПР 22–97) - устойчивость к помехам - класс А по ГОСТ Р 51841 и ГОСТ Р 51522 - провалы, прерывания и выбросы напрядения питания: - для переменного тока ГОСТ 30804.4.11-2013 (степень жесткости PS2) - для постоянного тока ГОСТ Р 51841-2001(МЭК 61131-2-2003, степень жесткости PS1. |
| Siemens LOGO!                    | −25 (-40 без дисплея)/ + 70 °C                                                                           | - AS-Interfase - EIB- сеть - LON |                                     | - Минимум DI — 8 / DO — 4 - Максимум - DI — 24 / DO — 16 - AI — 8 / AO — 2 - 4 кВ — реле | LOGO! Soft Comfort (50 евро) или кнопками на панели (только FBD или LD (имитация)) | - морские сертификаты (ABS, BV, DNV, GL, LRS), - сертификаты UL, CSA и FM, - имеют знак CE, - отвечают требованиям VDE 0631, IEC 1131, EN 55011 (класс B), - ГОСТ Р МЭК 60950-2002, ГОСТ 26329-84 (П.п. 1.2, 1.3.), - ГОСТ Р 51318.22-99, - ГОСТ Р 51318.24-99, - ГОСТ Р 51317.3.2-99, - ГОСТ Р 51317.3.3-99. |
| Omron ZEN                        | −25/+55 °C - IP20                                                                                        | нет | нет                                 | - аналоговых — нет - Мин: DI — 6, DO — 4 - Макс: DI — 24, DO — 20. | ZEN Soft | нет |
| Schneider Electric Zelio Logic 2 | от −20 / +55?С                                                                                           | - модем - Modbus (slave) - GSM - Ethernet - AS-i                                                                                             |                                     | - DI/O — от 10 до 40 - AI — до 6 (0-10 В) - AO — нет | - Кнопки - ZelioSoft (LD, FBD, SFC) — бесплатно | сертификация ГОСТ |
| Mitsubishi Alpha XL              | −25 /+55C                                                                                                | - AS-i - GSM-модем - RS-232 |                                     | - DI/O: 10-24 - AI: 0-8, AO: 2 - К-термопара - Термосопротивление Pt100 | Пакет AL-PCS/WIN | Есть. Много |
| Moeller EASY                     | −25 /+55 °C - IP20                                                                                       | - Ethernet — стандартно - EasyNet до 8-и устройств - CANopen — модуль - DeviceNet — модуль - ProfiBus DP-модуль - AS-i-модуль - отправка SMS |                                     | - DI/O от 12 до 300 - AI/O от 4 до 8 - Счётчик 1 кГц: до 4 | easy Soft CodeSys | Есть |